# Johan Henrik Scheffel

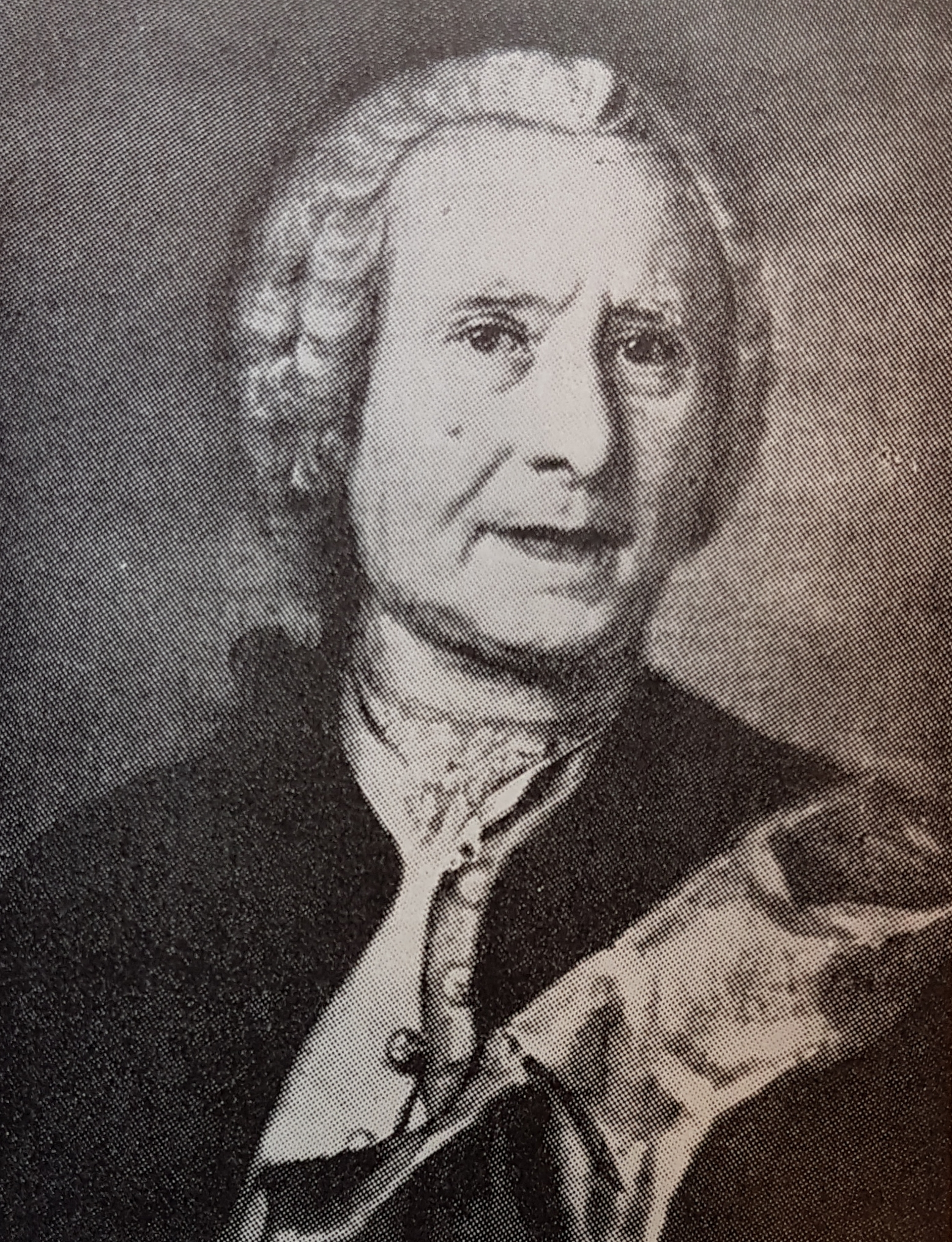
Johan Henrik Scheffel

Johan Henrik Scheffel (* 9. April 1690 in Wismar; † 21. Dezember 1781 in Västerås) war ein schwedischer Porträt- und Miniaturmaler des Barock deutscher Herkunft.

## Leben
Scheffel erhielt seine Ausbildung in Deutschland, Frankreich und den Niederlanden sowie bei dem deutsch-schwedischen Bildnismaler David von Krafft († 1724) in Stockholm, wo Scheffel sich 1723 niederließ und bis 1765 wirkte. Er wurde 1735 Mitglied der Zeichenakademie und wurde 1763 den Titel eines Direktors verliehen. 1765 siedelte er nach Västerås um, wo er bis zu seinem Tode lebte. Nach seinem Biographen, dem späteren Direktor des Stadtmuseums Göteborg Stig Roth (1900–1972), waren 1936 für seine Schaffensphase von 1724 bis 1771 etwa 675 Bildnisse von Personen aus schwedischem Adel, von Geistlichen, Wissenschaftlern und Militärs bekannt bzw. ihm zugeschrieben, da er Regelfall nicht signierte. Roth bezeichnet die Dekade der 1730er als Scheffels qualitätsvollste Schaffensperiode. Seine Porträts befinden sich in zahlreichen schwedischen Museen, Schlössern (Schloss Gripsholm soll über die umfangreichste Sammlung seiner Gemälde verfügen), Kirchen sowie profanen öffentlichen Gebäuden, aber auch in privatem Familienbesitz. Per Krafft der Ältere war sein Schüler.
Er war seit dem 24. September 1728 mit Anna Margareta (geborene Bergstedt, * 18. März 1707; † 20. April 1744) verheiratet und hatte mindestens eine Tochter Märgarethe, die Miniaturmalerin wurde.